# Мудросское перемирие

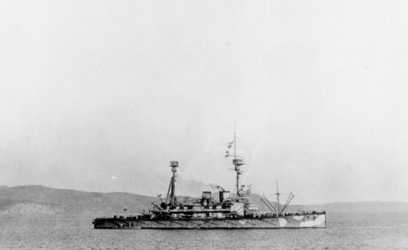
«Агамемнон» в 1915 году

Мудросское перемирие (англ. Armistice of Mudros, тур. Mondros Ateşkes Anlaşması), ознаменовавшее поражение Османской империи в Первой мировой войне, было подписано 30 октября 1918 года на борту британского военного корабля «Агамемнон» в бухте Мудрос (остров Лемнос) представителями Великобритании (как уполномоченными держав Антанты) и султанского правительства Османской империи. От имени победившей стороны договор был подписан адмиралом  Сомерсетом Гоф-Кальторпом, от имени проигравшей — министром военно-морского флота Хюсейном Рауфом. Адмирал Кальторп продиктовал условия перемирия Османской империи от имени союзников без согласования с другими членами Антанты.
Договор о перемирии, ставивший своей целью окончательное разрешение так называемого Восточного вопроса путём фактического уничтожения османской государственности, имел попутной целью активизацию вооружённой интервенции на Юге России. Мудросское перемирие должно было, по замыслам держав Антанты, способствовать превращению Малой Азии в один из важнейших плацдармов для военных провокаций против Советской России.
Сразу же после подписания перемирия державы Антанты приступили к оккупации важнейших военно-стратегических районов бывшей Османской империи, включая столицу Константинополь, и к фактическому разделу Османской империи. Османская империя утратила контроль над всеми своими владениями, за исключением Малой Азии (с изъятием Киликии) и небольшой европейской территории в районе Стамбула. Логическим следствием Мудросского перемирия стал Севрский мирный договор, заключённый 10 августа 1920 года (не был ратифицирован и в силу не вступил).
Мудросское перемирие окончательно утратило силу после подписания Муданийского перемирия 1922 года.

## Предыстория

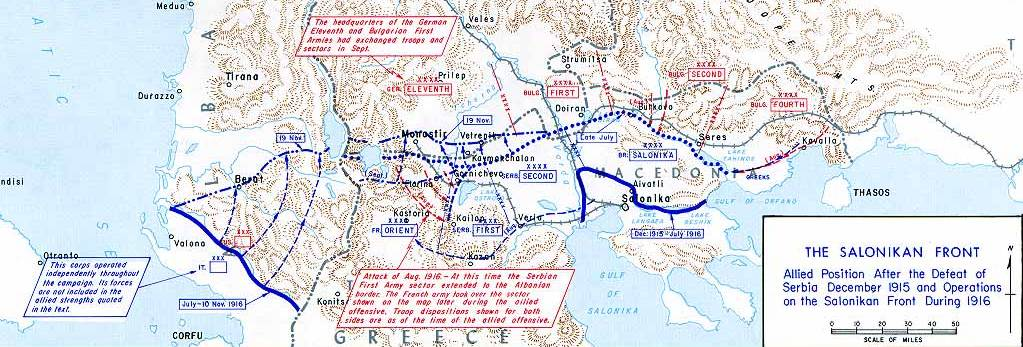
Военные действия Антанты на Македонском (салоникском) фронте против болгарских и немецких войск, которые привели к поражению Османской Империи

Поражение Турции в Первой Мировой войне не было связано напрямую с поражением ее войск, а с успешными действиями Антанты в Болгарии на Македонском фронте и плачевным состоянием Германии как союзника.
После поражения болгарских войск от англо-франко-российского десанта и сербского ополчения в Битве при Скра-ди-Леген возникла прямая угроза падения Софии и Болгария заключила  Салоникское перемирие с Антантой. В этих условиях Турция оказывалась отрезанной от союзников и войска Антанты, включая сербское и греческое ополчение, непосредственно угрожали Стамбулу (Константинополю) в ходе Вардарского наступления. Поиск сепаратного мира Германией делал неизбежным поиск сепаратного мира Турцией. В итоге было заключено Мудросское перемирие, которое привело к оккупации Константинополя и падению Османской империи.

## Условия
Находясь перед лицом войск Антанты у стен Константинополя, Турция была вынуждена принять продиктованные ей условия:
- открытие Черноморских проливов для военных флотов держав Антанты с предоставлением им права занять форты Босфора и Дарданелл, а также Баку и Батум; предоставление в распоряжение держав Антанты всех остальных морских портов на Чёрном и Средиземном морях; предоставление державам Антанты карт с указанием расположения всех своих морских оборонительных минных полей и участие в их тралении;
- демобилизация армии и передача Антанте или интернирование по её указанию турецких военных кораблей;
- передача союзным державам всех военнопленных стран Антанты без каких-либо условий, в то время как турецкие военнопленные оставались в распоряжении союзников;
- предоставление в распоряжение держав Антанты доков, судоремонтных мастерских и военно-морских арсеналов;
- сдача турецких гарнизонов за пределами территории страны, эвакуация турецкой армии из северо-западного Ирана, Киликии и Закавказья (при этом им было разрешено остаться на территории Батумской и Карсской областей, которые отошли к Турции по условиям Брестского мира, на неопределённый период времени, пока союзные державы не потребуют их вывода «после изучения положения на местах»);
- передача под союзный контроль железных дорог, средств связи, горюче-смазочных материалов, топливных и продовольственных ресурсов Турции[2][5].

Принятие условий перемирия означало фактически полную утрату самостоятельности Османской империи и её расчленение в интересах государств-победителей. В частности, статьями 16-18 предусматривалась сдача турецких гарнизонов на территории Йемена, Сирии, Месопотамии, Хиджаза, Асира, передача союзникам портов, занятых турецкими войсками в Триполитании и Киренаике, включая Мисурату. Статьёй 7 предусматривалось, что в случае беспорядков в каком-либо из вилайетов Турции страны Антанты сохраняли за собой право занять часть данной территории.

## Последствия
В ночь на 3 ноября 1918 года лидеры младотурок — Энвер-паша, Талаат-паша, Джемаль-паша, видные руководители центрального комитета партии младотурок д-р Назым, Бахаэддин Шакир и другие высокопоставленные чиновники погрузились на германский военный корабль и бежали из Стамбула в Одессу, а оттуда — в Германию.
Сразу же после подписания перемирия державы Антанты приступили к оккупации важнейших военно-стратегических районов бывшей Османской империи.
Уже 13 ноября корабли Великобритании, Франции, Италии, а через некоторое время и США вошли в бухту Золотой Рог, высадили десанты в Стамбуле, десанты также заняли укреплённые районы Черноморских проливов, появились в турецких портах Средиземного и Чёрного морей. В Месопотамии, ссылаясь на необходимость обеспечить безопасность коммуникаций своих войск, английские войска 3 ноября взяли под свой контроль нефтяной район Мосула. Британские войска заняли важный порт на Средиземном море — Александретту (Искендерон), оккупировали города Антеп, Мараш, Урфу, Эскишехир, Афьонкарахисар, Кютахья, а также установили контроль над Анатолийско-Багдадской железной дорогой и черноморскими портами. В марте 1919 года британские десантные отряды были высажены в Самсуне и Трабзоне. Специальные военные подразделения были направлены в Мерзифон и Анкару. 27 ноября в Стамбул прибыл британский генерал Джордж Мильн (George Milne), который по решению союзников был назначен командующим союзными армиями в Турции.
Французы оккупировали Мерсин, Аданскую область, каменноугольный район Зонгулдака, а осенью 1919 года сменили англичан в Антепе, Мараше и Урфе. В тот же период Италия высадила свои десантные войска в Анталье, Кушадасах, а затем оккупировала Конью, Испарту, Бодрум, Мармарис.
Условия Мудросского перемирия были пересмотрены в ходе Парижской мирной конференции, открывшейся 18 января 1919 года. В конце января 1919 года Верховный совет Антанты принял решение об отделении от Османской империи Армении, Сирии, Палестины, Аравии и Месопотамии.
15 мая 1919 года по решению Парижской мирной конференции греческие войска высадились в Измире. В результате к началу 1919 года численность оккупационных войск союзников в Анатолии и во Фракии, не считая греческих, достигла 107 тыс. человек.
Оккупационные власти вынудили султана Вахидеддина распустить палату депутатов, ввели цензуру, запретили митинги и собрания. Был восстановлен режим капитуляций, отменённый в начале войны, оккупанты взяли под свой контроль все банки, фабрики, рудники, железные дороги и государственные учреждения, практически все штабы турецких войск и военно-морское министерство, а турецкая армия полностью распалась. Союзники захватили военные арсеналы Стамбула, Чанаккале, а также предприятия турецкой военной промышленности.
10 августа 1920 года был подписан Севрский мирный договор между странами Антанты и присоединившимися к ним государствами (в том числе Арменией) и Османской империей, официально оформивший раздел арабских и европейских владений Османской империи. Севрский договор ставил Турцию в положение государства, фактически подчинённого союзникам. Её европейские территории, кроме Стамбула с небольшим округом около Босфора, а также Измир с округом отходили Греции. Турция теряла все арабские владения, земли Курдистана. Зона проливов попадала под контроль держав-победительниц. 
Севрский договор был воспринят в Турции как несправедливый и «колониальный», как очевидное проявление неспособности султана Мехмета VI защищать национальные интересы. Созданное кемалистами в апреле 1920 года Великое национальное собрание Турции отказалось ратифицировать Севрский договор. 
К осени 1922 года кемалисты смогли одержать военные победы. Лозаннский мирный договор был подписан 24 июля 1923 года между Великобританией, Францией, Италией, Румынией, Японией, Королевством сербов, хорватов и словенцев, с одной стороны, и Османской империей — с другой. Он  предусматривал, что Турция сохранит за собой Восточную Фракию, Смирну и другие территории, отторгнутые от неё по Севрскому мирному договору 1920 года, но откажется от претензий на Аравию, Египет, Судан, Триполитанию, Киренаику, Месопотамию, Палестину, Трансиорданию, Ливан, Сирию и острова в Эгейском море.